# American Saturday Night (песня)
«American Saturday Night» — песня американского кантри-певца и автора-исполнителя Брэда Пейсли, вышедшая 16 ноября 2009 года в качестве третьего сингла с его 7-го студийного альбома American Saturday Night (2009). Авторами песни выступили Ashley Gorley, Kelley Lovelace, Brad Paisley.

## История
«American Saturday Night» достиг позиции № 2 в американском хит-параде кантри-музыки Billboard Hot Country Songs, и позиции № 67 Billboard Hot 100.
Песня получила смешанные отзывы музыкальных критиков: «The 9513», Roughstock, Country Weekly.

## Музыкальное видео
Режиссёром музыкального видео выступили Scott Scovill и Craig Countryman, а премьера состоялась 16 декабря 2009 на cmt.com.

## Чарты

### Еженедельные чарты
| Чарт (2009-10)                      | Высшая позиция |
| ----------------------------------- | -------------- |
| Канада (Billboard Canadian Hot 100) | 66             |
| США (Billboard Hot 100)             | 67             |
| США (Billboard Hot Country Songs)   | 2              |

### Итоговые годовые чарты
| Чарт (2009)                  | Позиция |
| ---------------------------- | ------- |
| US Country Songs (Billboard) | 34      |